# Kateryna Tarasenko
Kateryna Tarasenko (ukrainska: Катерина Тарасенко), född den 6 augusti 1987 i Dnepropetrovsk i Ukrainska SSR, Sovjetunionen, är en ukrainsk roddare.
Tarasenko tog OS-guld i scullerfyra i samband med de olympiska roddtävlingarna 2012 i London.